# Maria de Belém Roseira
Maria de Belém Roseira, portugalska pravnica in političarka, * 28. julij 1949, Oporto.
Roseira je bila ministrica za zdravje Portugalske (1995-1999) in ministrica za enakopravnost Portugalske (1999-2000). Bila je tudi predsednica Socialistične stranke Portugalske (2011-14).